# Centovalli
Centovalli é uma comuna da Suíça, situada no distrito de Locarno, no cantão de Ticino. Tem 51,39 km² de área e sua população em 2018 foi estimada em 1.147 habitantes.
Foi criada em 25 de outubro de 2009, a partir da fusão das antigas comunas de Borgnone, Intragna e Palagnedra.